# Tajożnyj (Chanty-Mansyjski Okręg Autonomiczny)
Tajożnyj (ros. Таёжный) – osiedle typu miejskiego w Rosji, w Chanty-Mansyjskim Okręgu Autonomicznym – Jugrze, w rejonie sowieckim. W 2010 liczyło 2370 mieszkańców.